# Cyril Haynes
Cyril Haynes (* 1915 in der Panamakanalzone; † 1996) war ein US-amerikanischer Jazzpianist und Arrangeur.
Haynes spielte 1937 bei Billy Hicks und arbeitete als Pianist und Arrangeur 1940/41 bei Al Coopers Savoy Sultans, die im New Yorker Savoy Ballroom konzertierten. 1943 gehörte er dem Orchester von Sidney und Wilbur De Paris an, ab Ende 1943 spielte er bei Roy Eldridge, anschließend im Trio von Cedric Wallace. 1945 nahm er unter eigenem Namen für die Label Comet auf; zu seinen Mitspielern gehörten Dick Vance, Don Byas, Al Casey, John Levy und Harold „Doc“ West. Im selben Jahr begleitete er mit seinem Quartett aus Budd Johnson, Denzil Best und Johnny Williams die Sängerin Etta Jones für Aufnahmen bei Black & White Records (So Tired/Solitude).
In Hollywood arbeitete er 1947 mit Slim Gaillard, dann bei Benny Carter. 1949 trat er mit eigenem Trio im Village Vanguard auf; 1952 spielte er mit Ben Webster, Ray Brown und Milt Jackson. Haynes wirkte noch bis 1961 an weiteren Aufnahmen mit und trat noch Mitte der 1970er Jahre in New Yorker Clubs wie in The Cookery oder dem Jimmy Ryan's als Solist auf.